# Instrumentals
Instrumentals è il primo mixtape del produttore discografico Sick Luke, pubblicato il 30 gennaio 2013 dalla Honiro Label. Il mixtape pubblicato in free-download sul sito dell'Honiro.

## Tracce
1. Alphabet Killers (Instrumental) – 3:28
2. Penso alla grande (Instrumental) – 2:49
3. Carta viola (Instrumental) – 3:56
4. Vivo e lascio vivere (Instrumental) – 4:05
5. Pussy, money & weed (Instrumental) – 3:00
6. Loyal (Instrumental) – 3:13
7. Contro tutti (Instrumental)